# Marcel (piłkarz)
Marcel Augusto Ortolan (ur. 12 listopada 1981) – brazylijski piłkarz występujący na pozycji napastnika.

## Kariera piłkarska
Od 2000 do 2013 roku występował w Coritiba, Suwon Samsung Bluewings, Académica Coimbra, SL Benfica, SC Braga, São Paulo, Grêmio, Cruzeiro EC, Vissel Kobe, Santos FC, CR Vasco da Gama, Mirassol i Criciúma.